# Katharina Gröning
Katharina Gröning-Lienker (* 1957) ist eine deutsche Erziehungswissenschaftlerin. Sie hatte die Professur für Pädagogik mit dem Schwerpunkt pädagogische Beratung unter besonderer Berücksichtigung der gesellschaftlichen Geschlechterverhältnisse an der Universität Bielefeld inne.

## Leben
Katharina Gröning absolvierte von 1975 bis 1978 eine Ausbildung zur Erzieherin und arbeitete im Anschluss bis 1980 im Therapeutischen Kinderheim St. Johannisstift in Paderborn. Nach dem Besuch des Westfalenkollegs Bielefeld studierte sie von 1982 bis 1986 Erziehungswissenschaften. Von 1987 bis 1990 war sie kommunale Frauenbeauftragte in Maintal. Mit einem Stipendium der Friedrich-Ebert-Stiftung promovierte sie 1992 zur „Beratung in kommunalen Gleichstellungsstellen: Zwischen Fürsorglichkeit und Feminismus“ an der Universität Heidelberg bei Micha Brumlik. 1993 wurde sie an die Fachhochschule Erfurt als Professorin für Sozialpädagogik mit dem Schwerpunkt Gerontologie und Altenhilfe berufen. Nach einem Ruf aus Bielefeld war sie von 1999 bis 2022 Professorin an der Fakultät für Erziehungswissenschaft der Universität Bielefeld mit dem Schwerpunkt Pädagogische Beratung. Sie leitet den postgradualen Studiengang Supervision und Beratung und das Weiterbildende Studium FrauenStudien. Ab 2004 leitete sie das Forschungsprojekt Familiale Pflege unter den Bedingungen der G-DRGs. Zum Sommersemester 2022 wurde sie emeritiert.
Gröning ist verheiratet.

## Schriften
- Herausgeberin der Onlinezeitschrift Forum Supervision
- Sozialwissenschaftlich fundierte Beratung in Pädagogik, Supervision und sozialer Arbeit. Gießen: Psychosozial 2016, ISBN 978-3-8379-2508-1.
- mit Katharina Heimerl: Menschen mit Demenz in der Familie: Ethische Prinzipien im täglichen Umgang (Wiener Vorlesungen im Rathaus; Bd. 168), Wien: Picus 2012, ISBN 978-3-7117-5157-7.
- Supervision: Traditionslinien und Praxis einer reflexiven Institution. Gießen: Psychosozial 2013, ISBN 978-3-85452-568-4.
- Entwicklungslinien pädagogischer Beratungsarbeit. Anfänge – Konflikte – Diskurse. Wiesbaden: VS Verlag für Sozialwissenschaften 2010, ISBN 978-3-531-16999-6.
- Pädagogische Beratung: Konzepte und Positionen. Wiesbaden: VS Verlag für Sozialwissenschaften 2006, ISBN 978-3-531-14874-8.
- mit Anne-Christin Kunstmann, Elisabeth Rensing: In guten wie in schlechten Tagen: Konfliktfelder in der häuslichen Pflege, Frankfurt am Main: Mabuse 2004, ISBN 978-3-935964-54-8.
- Pflegebedürftigkeit und Scham, in: Rainer Treptow, Reinhard Hörster (Hrsg.): Sozialpädagogische Integration: Entwicklungsperspektiven und Konfliktlinien (Veröffentlichungen der Kommission Sozialpädagogik der Deutschen Gesellschaft für Erziehungswissenschaft), Weinheim; München: Juventa 1999, ISBN 978-3-7799-1233-0, S. 284 ff.
- Entweihung und Scham: Grenzsituationen bei der Pflege alter Menschen, Frankfurt am Main: Mabuse 1998, ISBN 978-3-929106-59-6.
- Beratung in kommunalen Gleichstellungsstellen: Zwischen Fürsorglichkeit und Feminismus, Dissertation Universität Heidelberg, Köln: spw 1993, ISBN 978-3-922489-15-3.